# Акбастау (Енбекшиказахский район)
Акбастау (каз. Ақбастау) — село в Енбекшиказахском районе Алматинской области Казахстана. Входит в состав Балтабайского сельского округа. Код КАТО — 194039200.

## Население
В 1999 году население села составляло 1574 человека (794 мужчины и 780 женщин). По данным переписи 2009 года, в селе проживало 1657 человек (818 мужчин и 839 женщин).